# アナキスト革命連合
アナキスト革命連合（アナキストかくめいれんごう、アナ革連、英略：ARF）は、1969年に大阪で組織されたアナキスト組織である。機関誌『自由と革命』『自由と労働』『無政府主義』。

## 概要
それまでのアナキストに多く見られた小集団主義を越えて、アナキスト行動戦線その他の関西の主要なアナキスト組織が集結して組織されたアナキストの統一組織。構成員は約500名近くの大所帯であり、またアナキスト版の「日共｣ともいうべき日本アナキスト連盟に対してアナキストのブント、黒色ブント（あるいはアナキスト版の関西ブント）とも呼ばれた。
組織理論や様式としてはバクーニン主義にもっとも近いと言えよう。マルクス主義の党派に対しても、バクーニン対マルクス以来の積極的な党派闘争を展開、中核派などともゲバルトで互角に渉りあったという。また赤軍派とはしばしば共闘的関係にあった。
「反資本主義・反共産主義」の立場から「沖縄解放、南樺太・千島全島解放」を主張。
大阪市立大学、大阪外国語大学、大阪教育大学、大阪芸術大学、桃山学院大学、関西大学、関西学院大学、京都大学、龍谷大学、花園大学（大乗学生同盟）などに大学の拠点組織があった。なお立命館大のアナキストは、アナキスト革命連合とは敵対的であり、アナキスト間の内ゲバも展開された。また相対的に独立した下部組織としてアナキスト高校生連合全国委員会、浪人生組織として、浪人共闘社会革命左派を形成していた。
1969年10月の大阪芸術大学封鎖闘争で武装部隊が壊滅状態になり、続く10.21闘争の総括をめぐり分裂。
後継組織に、アナキスト社会革命戦線、またARF東京支部の後継として無政府共産主義者同盟(アナキスト・ブント)がある。

## 文献
- 千坂恭二「アナキスト革命連合」『別冊歴史読本2・反逆者とテロリストの群像』（新人物往来社。2008年4月22日刊）。
- 千坂恭二『思想としてのファシズム』（彩流社。2015年）ISBN 978-4-7791-2143-2

## 関連組織
- アナキスト高校生連合
- 全国浪人共闘会議エスエル左派